# Juncus covillei
Juncus covillei är en tågväxtart som beskrevs av Charles Vancouver Piper. Juncus covillei ingår i släktet tåg, och familjen tågväxter. Inga underarter finns listade i Catalogue of Life.